# Possession Rocks
Die Possession Rocks sind zwei 160 m hohe Felsvorsprünge an der Küste des ostantarktischen Königin-Marie-Lands. Sie ragen unmittelbar nördlich des Northcliffe-Gletschers auf.
Eine von Frank Wild geführte Schlittenmannschaft bei der Australasiatischen Antarktisexpedition (1911–1914) unter der Leitung des australischen Polarforschers Douglas Mawson entdeckten sie. Benannt sind sie nach der erklärten Inbesitznahme dieses Gebiets durch Mawson im Namen des Vereinigten Königreichs vom Dezember 1912.